# Lowrys
Lowrys és una població dels Estats Units a l'estat de Carolina del Sud. Segons el cens del 2000 tenia 207 habitants.

## Demografia
Segons el cens del 2000, Lowrys tenia 207 habitants, 76 habitatges i 59 famílies. La densitat de població era de 25,3 habitants/km².
Dels 76 habitatges en un 32,9% hi vivien nens de menys de 18 anys, en un 55,3% hi vivien parelles casades, en un 15,8% dones solteres, i en un 21,1% no eren unitats familiars. En el 17,1% dels habitatges hi vivien persones soles el 7,9% de les quals corresponia a persones de 65 anys o més que vivien soles. El nombre mitjà de persones vivint en cada habitatge era de 2,72 i el nombre mitjà de persones que vivien en cada família era de 3,12.
Per edats la població es repartia de la següent manera: un 25,6% tenia menys de 18 anys, un 6,8% entre 18 i 24, un 27,5% entre 25 i 44, un 26,1% de 45 a 60 i un 14% 65 anys o més.
L'edat mediana era de 36 anys. Per cada 100 dones de 18 o més anys hi havia 90,1 homes.
La renda mediana per habitatge era de 43.750 $ i la renda mediana per família de 55.833 $. Els homes tenien una renda mediana de 46.667 $ mentre que les dones 21.250 $. La renda per capita de la població era de 16.652 $. Entorn del 3,8% de les famílies i el 5,7% de la població estaven per davall del llindar de pobresa.

## Poblacions més properes
El següent diagrama mostra les poblacions més properes.